# Per Brahe den ældre
Per Brahe den ældre (født i maj 1520, død 1. september 1590 i Stora Sundby, Södermanland), var en svensk adelsmand.
Brahe, som var søn af den i Det stockholmske blodbad omkomne Joakim Brahe (som var gift med Gustav Vasas søster), og sønnesøn af Peder Magnusson Brahe, blev sammen med sin mor, som
barn bortført i dansk fangeskab og fulgte hende også, da hun senere forlod riget.
Brahe hjemkaldtes 1537 af Gustav Vasa, udnævntes 1539 til statholder på Stockholms Slot og 1544 til rigsråd. Allerede 1546 nævntes han som ridder.
1561 ophøjedes Brahe i grevestanden. 1562 sendtes han i en mission til Skotland og 1564 til Polen, ligesom han på en overordnet post deltog i krigen mod danskerne.
Under Erik 14.s sindssygdom varetog Per Brahe sammen med Sten Eriksson Leijonhufvud rigets styrelse; men ved hertugernes rejsning mod kongen sluttede han sig til sidst til disse og blev 1569 udnævnt til rigsdrost.
Med hertug Karl lå han i arvetvist, og kong Johans yndest mistede han ligesom mange andre rådsherrer i 1588, da han beskyldtes for at arbejde
på genopbyggelsen af Kalmarunionens stormandsvælde.
Brahe har forfattet et skrift om Gustaf Vasa (en del heraf udgivet i 1896-97) og har desuden efterladt et for tidens kulturforhold interessant arbejde Oeconomia eller Hussholde-book for ungt adelsfolk, forfattet 1585, men først trykt 1677.